# 볼보 B8R
볼보 B8R은 볼보버스가 2013년부터 생산하고 있는 7.7리터급 중·대형 버스용 섀시이다. B7R과 B9R의 후속 모델로 개발되었다.
유럽 지역에서는 주로 볼보 8900 및 볼보 9500, 일부 볼보 9700의 섀시로 사용되고 있으며, 외부 바디빌더의 차체를 탑재하여 운용하기도 한다.
볼보 B8RLE라는 이름으로 로우-엔트리 저상버스 모델도 시판되고 있다.

## 엔진
D8K: 7698cc, 6기통 터보디젤 (2013년-현재)
- D8K280 - 206kW (280마력), 최대토크 1050 Nm, 유로 6
- D8K320 - 235kW (320마력), 최대토크 1200 Nm, 유로 6
- D8K350 - 258kW (350마력), 최대토크 1400 Nm, 유로 6